# Bristol Type 123
El Bristol Type 123 fue un caza biplano monoplaza y monomotor construido según una especificación del Ministerio del Aire del Reino Unido por un caza con cuatro armas, a principios de la década de 1930. Sólo se construyó un ejemplar.

## Diseño y desarrollo
A finales de 1931, el Ministerio del Aire publicó la especificación F.7/30. Se trataba de un caza de cuatro armas con un mejor rendimiento a gran altitud y resistencia que los cazas del momento, una velocidad de ascenso excepcional, maniobrabilidad y visión panorámica combinados con una baja velocidad de aterrizaje. Quedaba claro que el Rolls-Royce Goshawk refrigerado por evaporación era el motor preferido. El resultado más conocido de esta especificación fue el monoplano Supermarine Type 224 con ala de gaviota invertida, cabina abierta y tren de aterrizaje fijo, diseñado por R.J. Mitchell. Bristol presentó varios diseños de biplanos, ninguno de los cuales generó un encargo de prototipo, pero fueron invitados a ofrecer un avión de financiación privada.
El resultado fue el Type 123. El último biplano de Bristol, tenía un aspecto compacto y llamativo y características de control innovadoras. Era un biplano de un solo vano con alas de cuerda constante casi hasta las puntas y fuerte decalaje. Las alas superiores estaban aflechadas y sin diedro, las alas inferiores, en voladizo sin aflechamiento y con 6° de diedro. Ambas alas llevaban alerones de envergadura completa. El ala superior también tenía slats en toda su envergadura en el borde de ataque, dispuestos en grupos internos y externos. Los alerones estaban conectados a interceptores detrás de los slats externos, que se elevaban cuando los slats internos se abrían en ángulos de ataque altos. Cuando esto sucedía, los alerones bajaban simétricamente. La combinación de slat más interceptor tenía como objetivo evitar que una pérdida se convirtiera en una barrena y había sido probada por Handley Page en un De Havilland Moth, y más tarde por Bristol en un Bulldog. El timón y los elevadores estaban compensados por superficie, y estos últimos llevaban compensadores. Las alas, el empenaje y el fuselaje por detrás de la cabina estaban recubiertos de tela sobre una estructura metálica.
La combinación del fuerte decalaje y un morro delgado le daba al Type 123 una apariencia ligeramente jorobada, con la cabina abierta del piloto en la parte superior, sobre el centro del ala inferior y muy por detrás del borde de fuga del ala superior. Había pares de ametralladoras a cada lado del motor. El tren de aterrizaje era fijo y estaba casi completamente cubierto por carenados adelantados, con un eje transversal entre las ruedas.
El avión estaba propulsado por un Goshawk III prestado por el Ministerio del Aire, que utilizaba condensadores en el borde de ataque del ala inferior para refrigeración, acoplados a un condensador ventral montado en la parte delantera. Problemas de refrigeración del motor retrasaron el primer vuelo, realizado por Cyril Uwins el 12 de junio de 1934. Las pruebas revelaron una grave inestabilidad lateral, que una serie de modificaciones en el empenaje, el timón y los slats internos no lograron solucionar, y que puede haber sido estructural. Por lo tanto, el desarrollo fue abandonado.

## Especificaciones
Referencia datos: BarnesBarnes, 1970, p. 248

### Características generales
- Tripulación: Uno (piloto)
- Longitud: 7,7 m (25,2 ft)
- Envergadura: 9 m (29,6 ft)
- Altura: 2,9 m (9,5 ft)
- Superficie alar: 23 m² (248 ft²)
- Peso vacío: 1497 kg (3299,4 lb)
- Peso cargado: 2149 kg (4736,4 lb)
- Planta motriz: 1× motor lineal V12 refrigerado por evaporación Rolls-Royce Goshawk III.
  - Potencia: 519 kW (716 HP; 706 CV)
- Hélices: Bipala de paso fijo

### Rendimiento
- Velocidad máxima operativa (Vno): 378 km/h (235 MPH; 204 kt)

### Armamento
- Ametralladoras: 

  - 4 frontales fijas

## Aeronaves relacionadas

### Secuencias de designación
- Secuencia Numérica (interna de Bristol): ← 110A - 118 - 120 - 123 - 124 - 130 - 133 →